# 1,1-ジクロロエタン
1,1-ジクロロエタンは、ハロゲン系炭化水素に属する有機化合物である。エチリデンジクロリドとも呼ばれる。クロロホルム様の臭気を持つ無色の液体である。水に難溶であるが、ほとんどの有機溶媒には可溶である。
各種溶媒や洗浄剤、殺虫燻蒸剤やハロン消火器などにも用いられる。また耐高真空性のゴムの製造や、温度感受性物質の抽出にも用いられる。以前は手術時の吸入麻酔としても用いられていた。
400〜500°Cで10MPaまで加圧すると、熱分解によりクロロエチレンが生成する。

## 性質
有毒である。光分解により生成したヒドロキシラジカルと容易に反応するため、大気中の半減期は62日である。